# Sint-Idesbalduskerk
De Sint-Idesbalduskerk in de Belgische badplaats Sint-Idesbald was oorspronkelijk een kloosterkerk, tegenwoordig doet ze dienst als een parochiekerk.

## Geschiedenis
De Sint-Idesbalduskerk werd in gebruik genomen als kloosterkerk in 1935 en verving de rol van de Keunekapel, die te klein geworden was voor de steeds groter wordende toestroom van toeristen. Hiervoor werd Albert Lust aangesteld als architect. Het is niet verwonderlijk dat deze kerk lijkt op een villa, omdat Lust vooral gekend was omwille van de vele villa's die hij ontwierp in het eerste deel van de 20e eeuw. De toren ervan vertoont opvallende gelijkenissen met die van het jachthuis Sint-Hubertus van H.P. Berlage. De kerk werd een parochiekerk in 1967. In 2008 werd het bijhorende klooster gesloopt om plaats te ruimen voor Residentie Kloosterhof. In 2009 werd de kerk volledig gerestaureerd en werd de buitenkant wit geschilderd.

## Kunstintegratie
Op het glasraam van het koor zijn op de achtergrond een duinen- en zeelandschap met Onze-Lieve-Vrouw als Ster der Zee te zien, vereerd door de apostel Petrus, met een vis, en abt Idesbaldus, met een scheepje. Ook de schilden van Idesbaldus, van Vlaanderen, van het voormalige schild van Koksijde en van de abdij (nu het gemeenteschild) zijn erin verwerkt.

## Gedenktekens
Links van de ingang tot de kerk hangen twee herinneringsplaten. De ene draagt de namen van drie verzetslieden uit Sint-Idesbald gesneuveld in de Tweede Wereldoorlog. Naar elk van hen werd in Sint-Idesbald een straat genoemd.
De andere herinneringsplaat is ter nagedachtenis van de Canadese fusilier Private Charles Richards. Hij behoorde tot de Queens's Own Cameron Highlanders of Canada. Samen met zijn broer was hij oorlogsvrijwilliger. Tijdens een vuurgevecht werd hij zwaargewond. Hij stierf in het klooster van de zusters, op 27-jarige leeftijd. Elk jaar is er nog een kerkelijke dienst voor de verzetslieden en de gesneuvelde Canadees. De bevrijding van Koksijde vond plaats op 9 september 1944.